# Peosidrilus riseri
Peosidrilus riseri är en ringmaskart som beskrevs av Erséus 1992. Peosidrilus riseri ingår i släktet Peosidrilus och familjen glattmaskar. Inga underarter finns listade i Catalogue of Life.